# Philus pallescens tristis
Philus pallescens tristis es una subespecie de escarabajo longicornio del género Philus, tribu, Philini, orden, Coleoptera. Fue descrita por Gressitt en 1940.

## Descripción
Mide 17-18 mm de longitud.

## Distribución
Se distribuye por China.